# Tiscali TV
Tiscali TV è stata una piattaforma televisiva italiana in tecnologia IPTV offerta a pagamento, nel 2007-2008, agli abbonati Tiscali.
Con Tiscali TV era obbligatorio un abbonamento ad Internet su linea ADSL (la stessa su cui viene fornita Tiscali TV) offerto sempre da Tiscali e di tipo flat (quindi che richieda un canone fisso).

## Storia
Tiscali TV è partita l'11 dicembre 2007 in tre città: Cagliari, Roma e Milano. Successivamente è stata estesa a molti altri capoluoghi, la cui lista esaustiva viene presentata più in basso. Il 31 dicembre 2008 il servizio è stato sospeso.

## Tecnologie
Tiscali TV era in tecnologia IPTV e fornita su linea ADSL appartenente alla rete di Tiscali.
Grazie all'utilizzo del codec video MPEG-4 AVC/H.264 il flusso TV occupava una banda di circa 3,2 Mbps e veniva erogato con una linea ADSL di almeno 6 Mbit/s, in modo da avere comunque banda sufficiente per l'utilizzo dei normali servizi internet, anche se in presenza di un forte traffico Internet poteva manifestarsi un degrado della qualità del segnale televisivo.
Gli utenti che si trovano in zone non coperte dall'adsl, o con una qualità di connessione insufficiente, non possono usufruire del servizio. Per gli altri, se il contratto con Tiscali aveva una banda minore veniva aumentata la velocità di connessione con una modifica al servizio attivo, portando la banda alla velocità di 8 Mbit/s.
Il servizio è stato sviluppato dopo un lungo periodo di beta-testing nell'area metropolitana di Cagliari e grazie al know-how di HomeChoice in UK, provider di TV via cavo acquisito dal provider sardo. Grazie a quest'ultima acquisizione, proprio in UK è stato lanciato l'omonimo servizio Tiscali TV, con notevole successo di pubblico.

### Video on demand
La tecnologia IPTV permetteva di offrire il servizio video on demand cioè la possibilità di fruire di un programma televisivo in qualsiasi momento non appena lo richiede l'utente. Con Tiscali TV era possibile creare playlist personalizzate di programmi, canali e videoclip musicali, interamente archiviate sui server di Tiscali (quindi non utilizzando un PVR inserito sul set-top box di Tiscali).

## Servizi televisivi
Tiscali TV offriva sia canali televisivi lineari (in corso di trasmissione) attraverso la ricezione del segnale DVB-T e la linea ADSL, che on demand, oltre a vari servizi interattivi come ad esempio Replay un servizio che permetteva di rivedere le ultime 48 ore dei canali Rai 1, Rai 2 e Rai 3 con la possibilità di mettere in pausa o compiere operazioni di forward e rewind.
Tale funzionalità era disponibile anche per i programmi in onda, con un ritardo di qualche decina di minuti.
Canali televisivi lineari ricevibili sia via etere che tramite linea adsl (in assenza di segnale televisivo):
- Rai 1, Rai 2, Rai 3, Rete 4, Canale 5, Italia 1, LA7

Canali televisivi lineari ricevibili solo via etere:
- RAI: Rai 4, Rai Gulp, Rai News, Rai Sport 1, Rai Storia
- Mediaset: Iris, Boing, For You
- Telecom: LA7, MTV Italia.
- BBC World, Class News
- Sportitalia, Sportitalia 24

Canali televisivi lineari ricevibili solo tramite linea adsl:
- NBA TV
- CNBC (in inglese)
- Al Jazeera (in inglese)
- Euronews (in italiano e inglese)
- TV5 (in francese)

Canali televisivi on demand compresi nel canone base:
- Movies now, Cineclub, Horror Park, Fandango, Tiscali Cinema, Corto Ciak e Coming Soon Television
- Rai Fiction, Rai di Più e T-series
- Doc TV e Io Viaggio
- Chef e Mondomotori
- 10' TV, Your TV

Canali televisivi on demand con canone aggiuntivo:
- Pacchetto junior: Scamp, Flipper TV, +Man-ga!, Rai Teen e Rai Dodò
- Pacchetto musica: VMX Hits, VMX Pop, VMX Urban, VMX Italia, VMX Retrò, VMX Soul&Jazz, VMX Central, VMX Rock, VMX Dance e Music Pass.

## Copertura geografica
Tiscali TV è stato ufficialmente attivo a:
- Alghero
- Bologna
- Cagliari
- Firenze
- Genova
- Milano
- Napoli
- Palermo
- Roma
- Torino
- Trieste

## Dotazioni per l'utente
Per fruire di Tiscali TV serviva un apposito set-top box fornito da Tiscali. Tale set-top box era l'unico che permetteva la fruizione di Tiscali TV e rappresentava anche l'unico modo per fruirne, non esistendo in commercio televisori già predisposti per la fruizione di Tiscali TV senza l'utilizzo di un set-top box.
Il set-top box di Tiscali TV si connetteva al router tramite porta Ethernet, e conteneva al suo interno un decoder DVB-T (televisione digitale terrestre), che consentiva la visualizzazione di alcuni canali televisivi DVB-T disponibili nella propria area geografica, ordinati e selezionati secondo una impostazione definita da Tiscali: ad esempio RAI 1, 2 e 3 sono posizionati rispettivamente al canale 101, 102 e 103, Rete 4 al canale 104 mentre le tv locali e altre emittenti sono posizionati dal canale 800 in poi, inclusi i canali criptati della televisione digitale terrestre quali Mediaset Premium e Cartapiù. Essi non sono visibili in quanto il decoder non è compatibile con l'MHP. Cessato il servizio, anche la funzionalità di decoder DTT ha smesso di funzionare.
Altre sue caratteristiche erano la presenza del Parental control e di PIN per l'acquisto protetto di contenuti in pay per view.
Il decoder era dotato di uscita HDMI con supporto per i contenuti ad alta definizione (HD).
Avrebbe dovuto essere aperto allo sviluppo di servizi interattivi tramite il supporto di HTML e Java, anche se non sono mai stati disponibili servizi di questo tipo o documentazione pubblica.
Per i bambini inoltre era disponibile un particolare telecomando di forma giocosa che consentiva l'accesso al solo pacchetto Junior, escludendo quindi i canali non adatti ai più piccoli.
Durante l'installazione del servizio veniva configurato il router Thomson Wi-Fi (ST585 versione 6) a casa del cliente. Questo router ha un path virtuale su VPI e VCI differenti rispetto a quelli utilizzati per la connessione normale, permettendo quindi di dedicare parte della banda al servizio TV, preservando la qualità della visione dei canali.  Il decoder viene poi collegato ad una sola delle 4 porte Ethernet del router, solo questa porta veniva abilitata al segnale IPTV.
Per i vecchi abbonati che posseggono il router voce VOIP Pirelli, che eroga il servizio voce tramite la tecnologia VOIP a casa del cliente, viene invece configurato il nuovo router PIRELLI Wireless VOIP.

## Alta definizione
Il box di Tiscali risultava pronto per i segnali in HD veicolati sia tramite rete IP che DVB-T.